# شانا دیل
شانا دیل (انگلیسی: Shana Dale؛ زادهٔ ۱۹۶۴ (۶۰–۶۱ سال) در جورجیا) سیاست‌مدار و وکیل اهل ایالات متحده آمریکا است. او از سال ۲۰۰۵ تا ۲۰۰۹ و در دوران ریاست جمهوری جرج دابلیو بوش، نقش معاونت ناسا را بر عهده داشت.